# Mateja Robnik
Pour les articles homonymes, voir Robnik.
Mateja Robnik est une skieuse alpine slovène, née le 6 avril 1987 à Luče. Sa discipline de prédilection est le slalom géant.

## Biographie
Membre du club de Luče, elle prend son premier départ dans la Coupe du monde en janvier 2004 à Maribor. Deux ans plus tard, elle enregistre son meilleur résultat dans les championnats du monde junior avec une quatrième place à Mont-Sainte-Anne en slalom géant.
Elle marque ses premiers points en décembre 2006 au slalom géant de Semmering (18e). Elle obtient son meilleur résultat en novembre 2008 en terminant 11e du slalom géant d'Aspen. Après la saison 2008-2009, elle doit attendre l'hiver 2011-2012 pour marquer de nouveau des points dans la Coupe du monde dans un slalom géant, mais ne participe plus à cette compétition après mars 2012. En 2013, elle obtient deux podiums dans la Coupe nord-américaine, puis reste aux États-Unis pour courir jusqu'en 2015. Elle étudie à l'Université du Nouveau-Mexique, pour laquelle elle obtient un titre national universitaire NCAA et devient diplômée en sciences politiques. Plus tard, de retour à Ljubljana, elle obtient son master en relations internationales et travaille alors au Ministère de la Défense.
Aux Championnats du monde, elle compte trois participations en 2005, 2007 et 2009. Ses meilleurs résultats sont une 12e place au slalom géant, une 13e place au super-combiné et une 25e place à la descente lors des Championnats du monde 2009.
En Coupe d'Europe, elle compte une victoire en slalom géant en février 2008 à Abetone. Elle y a obtenu son premier podium à Schruns en décembre 2004.
Au niveau national, elle remporte deux titres en 2006, en super G et en slalom géant.

## Palmarès

### Championnats du monde
| Épreuve / Édition | Bormio 2005 | Åre 2007 | Val d'Isère 2009 |
| Descente          |             |          | 25e              |
| Slalom géant      | 44e         | 39e      | 12e              |
| Super Combiné     |             |          | 13e              |
| Super G           |             |          | Abandon          |

### Coupe du monde
- Meilleur classement général : 61e en 2009.
- Meilleur résultat : 11e.

| Saison/Classement | Général | Général | Slalom géant | Slalom géant | Combiné | Combiné |
| Saison/Classement | Class.  | Points  | Class.       | Points       | Class.  | Points  |
| ----------------- | ------- | ------- | ------------ | ------------ | ------- | ------- |
| 2007              | 99e     | 27      | 33e          | 27           | -       | -       |
| 2008              | 66e     | 63      | 22e          | 61           | 41e     | 2       |
| 2009              | 61e     | 96      | 25e          | 74           | 25e     | 22      |
| 2012              | 103e    | 12      | 44e          | 12           | -       | -       |

### Coupe d'Europe
- 6e du classement de slalom géant en 2008.
- 4 podiums, dont 1 victoire.